# Anthrenus sertarius
Anthrenus sertarius là một loài bọ cánh cứng trong họ Dermestidae. Loài này được Schmidt & Helfer Gaubil miêu tả khoa học năm 1849.